# Північний фронт ППО
Півні́чний фронт ППО — оперативно-стратегічне об'єднання військ ППО у складі Червоної армії під час німецько-радянської війни з 29 березня по 24 грудня 1944.
Межа між Північним і Південним фронтами була встановлена зі сходу на захід по лінії Пугачов, Петровськ, Мічурінськ, Єлець, Дмитрієв-Льговський, Севськ, Новгород-Сіверський, Ніжин, Коростень, Луцьк.
Штаб фронту — Москва.

## Склад фронту
До складу фронту входили станом на 1 грудня 1944 року:

Армії:
- Особлива Московська армія ППО;
- 1-ша повітряна винищувальна армія ППО.

Окремі з'єднання та частини ППО:
- 1-й корпус ППО (28 зенітна артилерійська бригада, 361, 746, 1082, 1855, 1863 зенап, 33, 199, 404, 407, 426, 531 озадн, 30 зенітний кулеметний полк, 9, 30, 31 зенітний кулеметний батальйон, 17 зенітний прожекторний батальйон, 6 окремий полк аеростатного загородження, 6, 30, 73 об ВНОС, 190, 201 озенбрп);
  - 122-га винищувальна авіаційна дивізія ППО;
    - 767-й винищувальний авіаційний полк;
    - 768-й винищувальний авіаційний полк;
    - 769-й винищувальний авіаційний полк;
- 2-й корпус ППО (4 зенпрожд, 242 зенап);
  - 106-та винищувальна авіаційна дивізія ППО;
    - 145-й гвардійський винищувальний авіаційний полк;
    - 147-й гвардійський винищувальний авіаційний полк;
    - 33-й винищувальний авіаційний полк;
    - 441-й винищувальний авіаційний полк ППО;
    - 445-й винищувальний авіаційний полк;
- 3-й корпус ППО;
- 4-й корпус ППО;
- 5-й корпус ППО (75 зенад (605, 613, 630, 658, 681 зенап, 37 зенпрожп), 546, 732, 767, 1079, 1088, 1574, 1857, 1859, 1872 зенап, 38, 86, 160, 358, 416, 423, 480 озадн, 37 зенпулп, 2, 22 зенпулб, 43 зенпрожп, 26 зенпрожб, 8, 19, 58, 82 об ВНОС, 29, 65-й радіобатальйони ВНОС, 36, 136, 137, 202, 205, 230 озенбрп);
  - 36-та винищувальна авіаційна дивізія ППО;
- 13-й корпус ППО (73 гвардійський, 512, 1566, 1805, 1865, 1928 зенап, 40, 56, 84, 212, 238, 243, 252, 290, 368 окремий зенітно-артилерійський дивізіон (озадн), 34 зенітно-кулеметний полк (зенпулп), 20, 21 зенбатр, 2, 120 зенпулр, 46 зенпрожб, 90,97,106 окремий батальйон ВНОС, 56, 73, 81, 82, 124, 182, 188, 210, 215, 217, 220, 227 окремий зенітний бронепотяг);
  - 125-та винищувальна авіаційна дивізія ППО;
    - 730-й винищувальний авіаційний полк;
    - 787-й винищувальний авіаційний полк;
- 14-й корпус ППО;
- 78-ма дивізія ППО (1568, 1931 зенап);

Авіація ППО:
- 36-та винищувальна авіаційна дивізія ППО;
- 106-та винищувальна авіаційна дивізія ППО;

## Командування
- Командувачі:
  - генерал-полковник артилерії Громадін М. С. (29 березня — 24 грудня 1944)